# Cena Michala Ranného
Cena Michala Ranného je ocenění pro etablované české výtvarné umělce a umělkyně.

## Základní charakteristika
Od roku 1999 je Moravskou galerií v Brně a spolkem Přátel Moravské galerie udělována Cena Michala Ranného za výtvarnou práci, která je jak po formální, tak po obsahové stránce zásadním obohacením české vizuální kultury. Oceňovány jsou osobnosti, jejichž dílo dokáže ovlivnit nastupující generaci umělců. Cena Michala Raného je udělována jednou za dva roky a nazvána byla na počest předčasně zesnulého malíře a kreslíře Michala Ranného. Je určena představitelům výtvarného umění bez omezení věku a státní příslušnosti. Fakticky vzato  v letech 1999–2019 cenu získali převážně čeští a moravští umělci starší generace. Nejmladšími laureáty byli Vladimír Skrepl, kterému v době zisku ceny bylo padesát dva let, třiapadesátiletý vizuální umělec a performer Jiří Kovanda, a zejména v roce 2010 teprve sedmačtyřicetiletá vizuální umělkyně Milena Dopitová. Druhou oceněnou ženou se o deset let později stala fotografka Markéta Othová, následně získala ocenění třetí žena v pořadí Marie Filippovová.  
Držitel ceny má v následujících roce profilovou výstavu v Moravské galerii v Brně doprovozenou monografickou publikací. 

## Laureáti
- 1999 Dalibor Chatrný
- 2001 Miroslav Šnajdr st.
- 2003 Stanislav Kolíbal
- 2006 Jiří Kovanda
- 2008 Vladimír Skrepl
- 2010 Milena Dopitová
- 2012 Daniel Balabán
- 2014 Václav Stratil
- 2016 Marian Palla
- 2019 Vladimír Kokolia
- 2020 Markéta Othová
- 2022 Marie Filippovová
- 2024 Vladimír Havlík